# Lernagyugh
Lernagyugh (in armeno Լեռնագյուղ?) è un comune di 42 abitanti (2001) della provincia di Shirak, in Armenia.